# Kasteel van Saissac
Het Kasteel van Saissac (Frans: Château de Saissac) is een kasteel in de Franse gemeente Saissac. Het kasteel is een beschermd historisch monument sinds 1926.